# شوکو ناکاگاوا
شوکو ناکاگاوا (انگلیسی: Shoko Nakagawa; ۵ مهٔ ۱۹۸۵ – ) خواننده، بازیگر، تصویرگر، صداپیشه، مدل (شخص)، وبلاگ‌نویس، و مانگاکا اهل ژاپن است. او از سال ۱۹۹۰ میلادی تاکنون مشغول فعالیت بوده‌است.
از فیلم‌ها یا برنامه‌های تلویزیونی که ناکاگاوا در آن نقش داشته‌است می‌توان به گونشی کانبی اشاره کرد.